# Landgrafschaft Aarburgund
Die Landgrafschaft Aarburgund (lat. Burgundia circa Ararim), existierte vom 13. bis ins 15. Jahrhundert in den heutigen Kantonen  Bern und zum kleineren Teil Solothurn. Sie umfasste das Gebiet links der Aare zwischen der Stockhornkette und dem Jura  bis zur Siggern. Die Bezeichnung «Burgund» verweist auf die frühere Zugehörigkeit dieses Gebietes zum Königreich Burgund.

## Geschichte
Die Landgrafschaft Aarburgund entstand gleichzeitig wie die Landgrafschaft Burgund, wahrscheinlich erst nach der Auflösung des Herzogtums der Zähringer und des Rektorats von Burgund, also nach 1218. Ihre wichtigste Funktion war das Standesgericht für Adel, Klerus und die freien Bauern. Sie diente daneben auch der Sicherung des Landfriedens und der Wahrung des Reichsgutes.
Das Landgericht tagte an verschiedenen Gerichtsorten, sogenannten Thingstätten. Das Gericht, der sogenannte Landtag wurde vom Landgrafen einberufen und übte die Blutgerichtsbarkeit aus bei der Anklage wegen Raub, Mord, Totschlag oder Brandstiftung.
Als Landgrafen in Aarburgund amteten zwischen 1276 und 1375 die Grafen von Neuenburg-Nidau. Die Bezeichnung «Landgrafschaft Aarburgund» verschwand danach und wurde durch die Bezeichnung «Grafschaft Nidau» ersetzt. Nach dem Aussterben der Grafen von Neuenburg-Nidau gingen der Titel und die damit verbundenen Rechte 1388/93 zusammen mit der Herrschaft Nidau an die Reichsstadt Bern über. Die heute solothurnischen Gebiete am Jurasüdfuss gingen ab 1344 ebenfalls sukzessive an die Reichsstadt Solothurn über.
Dieser Rechtstitel dienten Stadt und Republik Bern bis ins 17. Jahrhundert als Grundlage ihrer Landesherrschaft, obwohl die Landgrafschaft ihre Funktion als Reichsamt bereits im 15. Jahrhundert verlor.

## Einzelnachweis
1. ↑  B. Amiet, Solothurnische Geschichte, Band 1